# Megachile mundifica
Megachile mundifica là một loài Hymenoptera trong họ Megachilidae. Loài này được Cockerell mô tả khoa học năm 1921.

## Hình ảnh

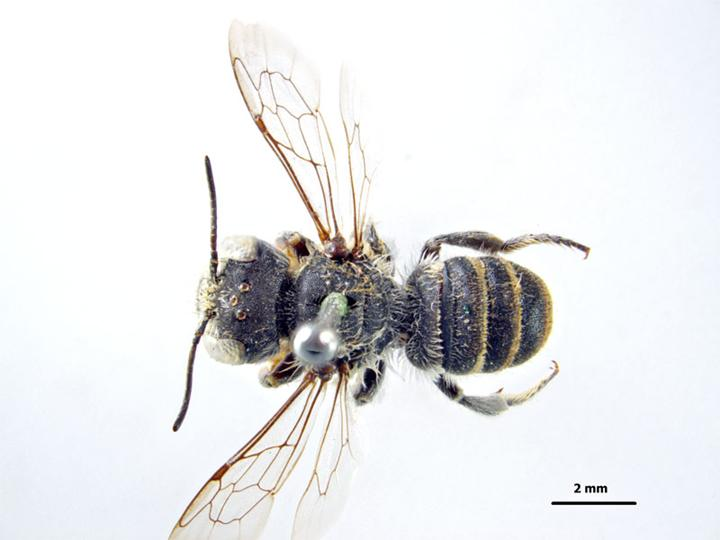